# Leichtes Geld
Leichtes Geld (Originaltitel: Smart Money) ist ein US-amerikanischer Kriminalfilm von Alfred E. Green aus dem Jahr 1931. Das Drehbuch entstand nach einer Erzählung von Lucien Hubbard und Joseph Jackson. Premiere wurde am 11. Juli 1931 gefeiert. In Deutschland erschien der Film in einer Fernsehfassung, die am 21. Februar 1981 im dritten Programm des Süddeutschen Rundfunks erstmals ausgestrahlt wurde. Die Fernsehfassung war um 15 Minuten gekürzt.

## Handlung
Der Friseur Nick Venezelos ist griechischer Abstammung. Er lebt und arbeitet in einer Kleinstadt. Seine Leidenschaft sind das Spiel und blonde Frauen. Sein Glück beim Spiel veranlasst einige seiner Kunden, ihm 10.000 Dollar zu geben, dass er als Einsatz bei einem großen Pokerspiel nehmen soll. In dem Hotel, in dem er absteigt, hinterlegt er bei der Kassiererin Marie 100 Dollar. Nick beginnt ein Pokerspiel mit Hickory Short, bei dem er alles verliert. Am nächsten Tag lässt er sich 3000 Dollar in Chips geben, nachdem er durch ein Zeitungsfoto erkannt hat, dass er gegen einen Falschspieler, der nicht Hickory Short ist, verloren hat. Er gewinnt sein erstes Spiel und will die Chips einlösen. Doch Sleepy Sam zahlt ihn nicht aus, als er herausfindet, dass Nick kein Geld hat. Im Hotel fordert er die 100 Dollar zurück, doch Marie gibt vor, ihn nicht zu kennen.
Nicks Freund Jack ist arbeitslos. Nick hilft ihm einen Job zu finden, dabei kann Nick mit der Hilfe eines griechischen Geschäftsmannes viel Geld verdienen. Nick lässt Spielkarten in das Hotel liefern. Im Hotel beginnt er ein Spiel mit den Karten mit hohem Einsatz. Er lässt sich Sams Geld zeigen, das Spiel geht um 50.000 Dollar. Nach seinem Sieg wird Nick von Sam bedroht, doch Jack kommt ihm mit einem weiteren Mann mit Waffengewalt zu Hilfe. Nick will mit Marie zusammenkommen. Er schickt ihr Blumen und ein Diamantarmband.
Ein Gerücht besagt, Nick habe 300.000 Dollar von Hickory Short gewonnen. Das setzt ihn in die Lage, einen Glücksspielclub zu etablieren. Dabei dient sein Friseursalon als Fassade. Staatsanwalt Black ist der Club ein Dorn im Auge. Er fragt Sam um Unterstützung um Nick verhaften zu können. Der Versuch, Nick mit einer mit Hilfe einer blonden Frau zu überlisten, schlägt fehl. Zur gleichen Zeit hilft Nick Irene Graham, die sich durch einen Sprung in den Fluss umbringen wollte. Irene wird von Black unter Druck gesetzt. Sie soll Beweise gegen Nick beschaffen, sonst geht sie wegen Erpressung ins Gefängnis.
Im Club tauchen Männer mit Äxten auf, die die Einrichtung demolieren. Irene steckt einen Rennwettschein als Beweis von unerlaubten Wetten ein. Jack ertappt sie dabei und schlägt sie. Der empörte Nick greift seinerseits Jack an. Zwischen beiden kommt es zu einem Kampf, bei dem Nick Jack versehentlich tötet. Black lässt Nick verhaften und unter Mordanklage stellen. Irene bittet Nick um Vergebung. Die weinende Marie sagt Nick Lebewohl. Mit der Presse wettet er, dass er noch vor Ende seiner Strafe entlassen werden wird.

## Hintergrund
Der Film wurde von Warner Bros. produziert. Die Hauptdarsteller Robinson und Cagney standen die meiste Zeit ihrer Karrieren bei dem Studio unter Vertrag. Leichtes Geld ist jedoch der einzige Film, für den die beiden Stars gemeinsam vor der Kamera standen. Zur gleichen Zeit drehte Cagney den Film Der öffentliche Feind, mit dem er zum Star wurde. So musste er stellenweise von Set zu Set wechseln.
In kleinen Nebenrollen sind Boris Karloff und Charles Lane, der hier sein Filmdebüt gab, zu sehen. Robinsons Ehefrau Gladys Lloyd hat eine kleine Nebenrolle als Zigarettenverkäuferin. Der Dirigent des Vitaphone-Orchesters war Leo F. Forbstein.

## Kritiken
Das Lexikon des internationalen Films beschreibt den Film als „routiniertes Hollywood-Starkino“. Mordaunt Hall von der New York Times fand den Film „nicht erbaulich“, aber dennoch durch das Erzähltempo „ziemlich interessant“.

## Auszeichnungen
1931 gab es für den Film eine Oscarnominierung in der Kategorie Beste Originalgeschichte.